# ペレシュ城
ペレシュ城（ルーマニア語: Castelul Peleș）は、ルーマニア中部シナヤにあるドイツ・ルネッサンス様式の城。王室の夏の離宮として、初代国王カロル1世により建設された。ルーマニアで最も壮麗な城とされ、部屋数は160以上ある。

## 概要
1875年から39年もの歳月をかけて造営され、1914年に完成した。巨額の建設費を投じての豪華な離宮建設に、国民からは不満の声もあがったという。カロル1世は、この城の完成から数カ月後に崩御した。
現在、旧ルーマニア王室に所有権が認められているが、旧王家の意向によって博物館として公開されており、絵画、絨毯、武器や甲冑、伊万里焼を含む陶器などのコレクションがあり、また城自体にもグスタフ・クリムトの装飾画や木彫り装飾などが美しく施されている。